# Sarjeantipes
Sarjeantipes (Сарџентипес — „сарџентово стопало”) је изумрли ихнород плацентални сисара, из изумрле ихнопородице Sarjeantipodidae унутар изумрлог реда Hyaenodonta, који је у периоду средњег палеоцена настањивао подручје Сјеверне Америке.

## Етимологија назива
| Ихнород:     | Поријекло назива од:                                                                                              | Значење назива:    |
| ------------ | --- | ------------------ |
| Sarjeantipes | - презимена палеонтолога Вилијама А. С. Сарџента - и старогрчке ријечи пус (стгрч. πούς), која значи стопало или нога | сарџентово стопало |

| Ихноврста: | Поријекло назива од:                                         | Значење назива:    |
| ---------- | ------------------------------------------------------------ | ------------------ |
| S. whitea  | - рода Sarjeantipes - и презимена палеонтолога Гордона Вајта | вајтов Сарџентипес |

## Опис
Sarjeantipes whitea је назив за јединку непознате врсте сисара из реда Hyaenodonta, која је иза себе оставила добро очуване отиске стопала на простору фосилни локалитета из Поркјупајн Хилс геолошке формације у Алберти (Канада). Из ови отисака се може видјети да су направљени у једној линији од стране животиње, сличне врсти Prolimnocyon atavus, која је имала кратко тјело и кретала се плантиградно и/или полудигитиградно. Такође, може се примјетити да је на самој половини свог смјера кретања ова животиња скренула за 20° у лијево. Ови отисци представљају досад најстарији знани ихнофосилни доказ о постојању сисара из реда Hyaenodonta.

## Систематика

### Класификација
| Ихноврста:                                    | Распрострањеност фосила и локација: | Временски распон:      |
| --------------------------------------------- | ----------------------------------- | ---------------------- |
| †S. whitea (McCrea, Pemberton & Currie, 2004) | Канада (Алберта)                    | 61,4 до 60,9 мил. год. |